# ヴァージン・オービット
ヴァージン・オービット (Virgin Orbit) は、小型の人工衛星の打ち上げを行っていたヴァージン・グループの宇宙開発企業。2023年に連邦倒産法第11章の適用を申請して経営破綻した。

## 概要
2017年に宇宙旅行を扱うヴァージン・ギャラクティックから分社して設立された。ボーイング747-400を改造した母機「コズミックガール」より打ち上げる空中発射ロケットのランチャーワンを運用していた。ランチャーワンは2021年1月に初めて打ち上げに成功し、以後4回の打ち上げに成功。2021年12月にはSPACによるNASDAQ上場を果たしていた。
2023年1月にランチャーワンの6回目の打ち上げに失敗して以後、資金難に陥り、同年3月に事業の一時停止ならびに従業員の大半を解雇、4月4日に連邦倒産法第11章 (Chapter 11) の適用を申請して経営破綻した。資産は競売にかけられ、ロケット・ラボ、ストラトローンチ・システムズ、Vast Space等に売却された。

## 運用機材

### コズミックガール

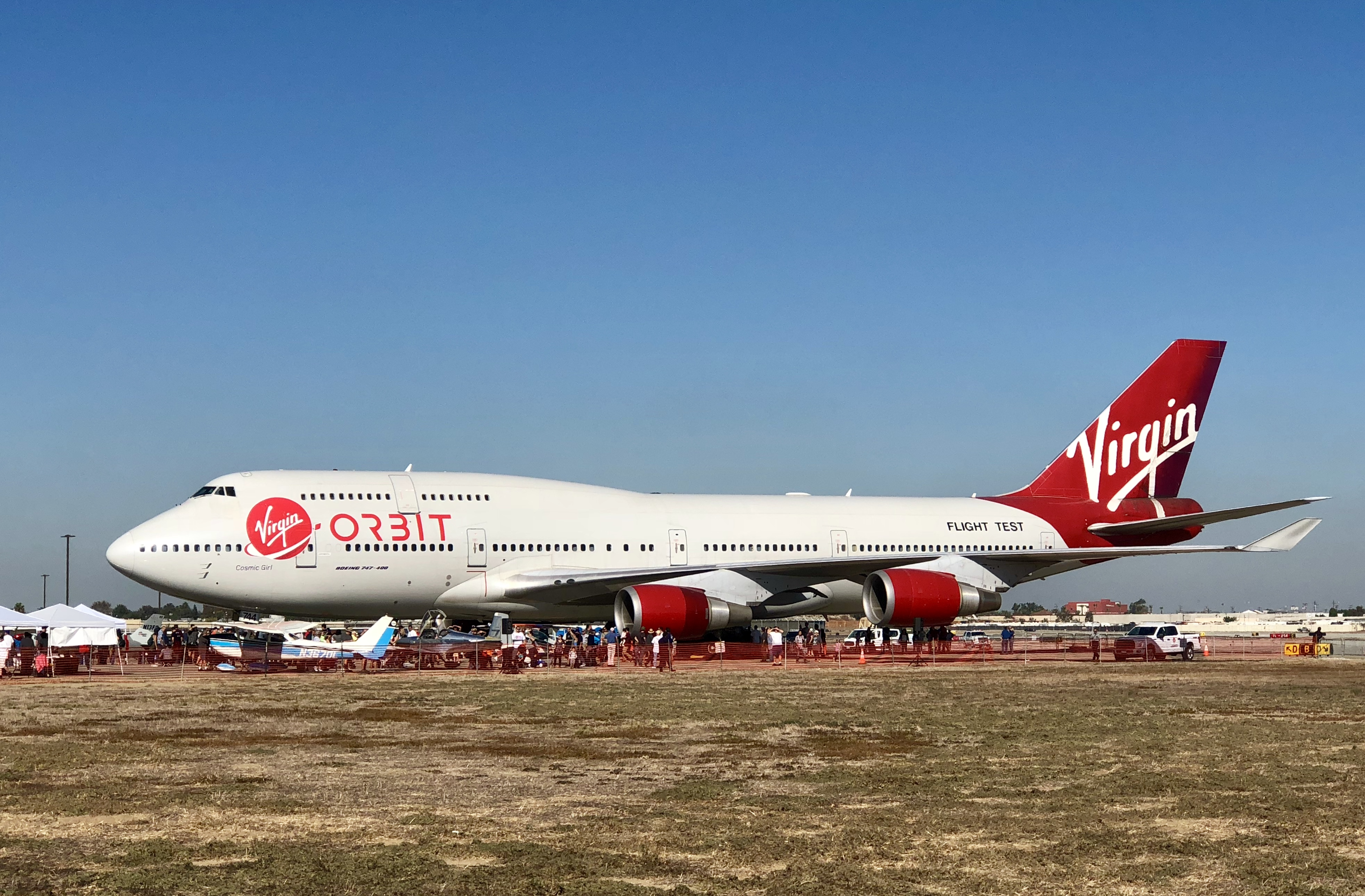
ボーイング747 コズミックガール

ボーイング747-400 : 2001年ボーイング・エバレット工場組立/製造番号 : 32745/ライン番号 : 1287

初飛行 : 2001年9月29日/引渡 : 同年10月31日（ヴァージン･アトランティック航空にてコズミックガールと命名/登録記号:G-VWOW）

旅客機引退 : 2015年10月、同年11月にヴァージン・ギャラクティックに登録、登録記号:N744VGに変更後、LauncherOne発射母機にするため同型機左翼下のエンジン運搬用の第5パイロンに懸架可能なように改修。2017年からオービット社にて運用。

### ランチャーワン

ランチャーワンロケット

ランチャーワンは小型の空中発射ロケットで、高度12,000mまで上昇してロケットを切り離した後にロケットのエンジンに点火して軌道に衛星を投入する。太陽同期軌道へ重量200kgの衛星を1,000万ドル以下で提供するとしていた。さらに最大400kgまで拡張するオプションも設定されていた。2021年に初めて衛星の軌道投入に成功した。

## VOX Space
VOX Spaceは、2020年代初頭に設立されたヴァージン・オービットの子会社。同社は、「国家安全保障打ち上げ市場」と呼ばれることもある米軍向けの打ち上げサービスを提供する。同社は、ランチャーワンロケットを使用していた。
2020年4月、VOX Spaceは、44個のCubeSatの3回の打ち上げに対して3,500万米ドルの契約を獲得した。最初の打ち上げは2022年7月に行われた。

## 日本での展開

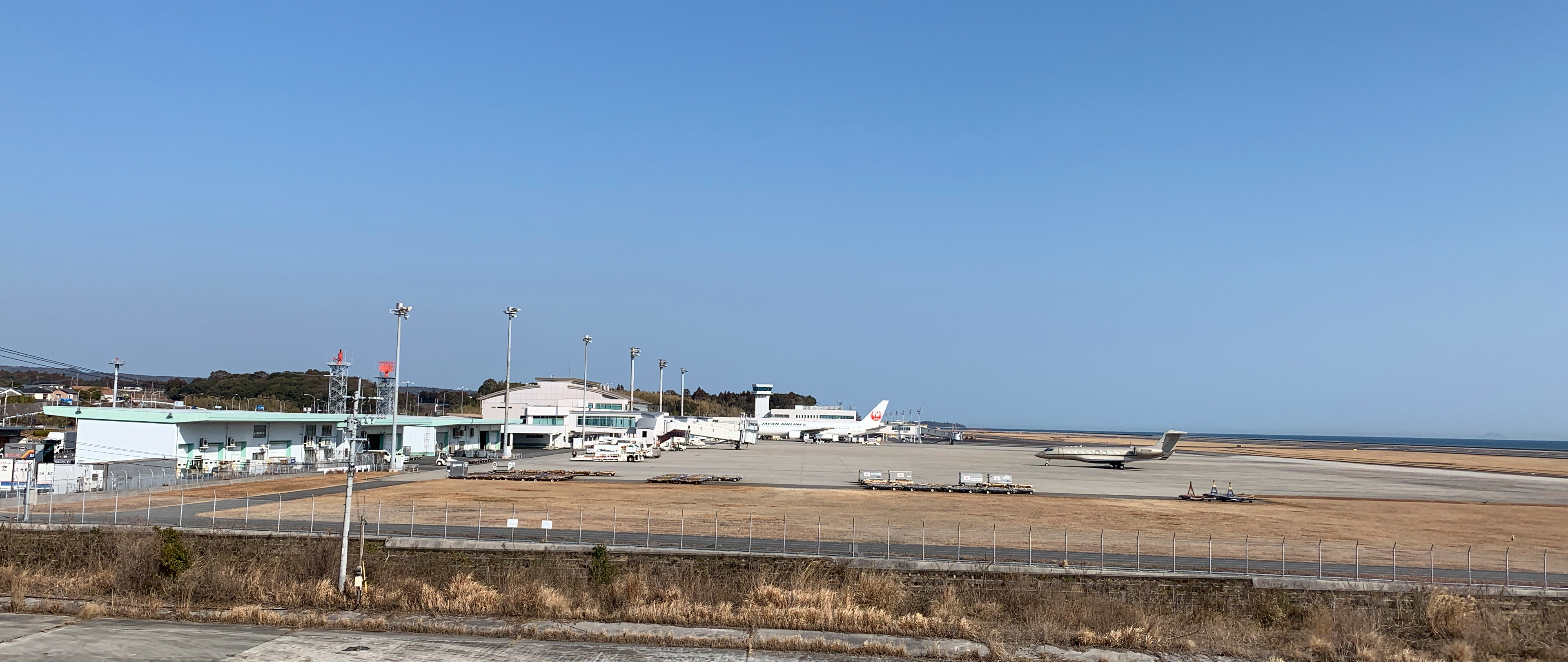
水平型宇宙港として整備される大分空港

ヴァージン・オービットは2020年4月に大分県と提携し、大分空港を人工衛星打ち上げの水平型宇宙港として開港する準備を進めることを発表した。大分空港での初回ロケット打ち上げは2022年夏以降の計画であった。
福岡県のQPS研究所は2022年5月、小型SAR衛星QPS-SAR5号機についてヴァージン・オービットと契約を締結し、2023年初頭にアメリカのカリフォルニア州モハーヴェ空港で打上げ予定としていた。